# Condado de Columbia (Arkansas)
O Condado de Columbia é um dos 75 condados do estado americano do Arkansas. Sua sede de condado é Magnolia. Sua população é de 24 046 habitantes.